# 장범루
장범루는 대한민국 전라남도 화순군 이양면 오류리에 있다. 2003년 12월 2일 화순군의 향토문화유산 제14호로 지정되었다.

## 개요
장범루는 전남 화순군 이양면(梨陽面) 오류리(五柳里)의 마을 뒷산에 있다. 
심의재(心義齋) 민정사(閔挺泗,1716-1790)의 증손 민치규(閔致圭)가 증조부를 추모하기 위해 지은 여흥민씨 집안의 누각이다.
2층 형태의 맞배지붕을 하고 있으며, 세칸의 솟을 대문 형식을 띠고 있다. 
장범루 상량문에 당시 남평 현감이었던 민정호(閔定鎬)가 중국의 장공예(張公藝)의 구세동거(九世同居) 범희문(范希文)의 의장(義庄) 고사(告祀)를 취하여 문중의 친목을 도모하기 위해 세웠다고 한다. 
장범루는 정문 역할을 하는 것이며, 그 안으로 들어서면 추모재(追慕齋)와 영모재(永慕齋)가 있다.

## 참고 문헌
- 장범루 보관됨 2018-07-17 - 웨이백 머신 - 호남기록유산